# 144-та окрема механізована бригада (Україна)
144-та окрема механізована бригада (144 ОМБр) — механізоване з'єднання Сухопутних військ Збройних сил України чисельністю у бригаду. Входить до складу ОК «Південь». Бригаду створено 22 лютого 2023 року як окрему піхотну.

## Історія
У січні 2024 року ОК Південь писало про проведені в бригаді заняття з тактичної медицини.
На березень 2025 року профіль бригади у Facebook мав назву механізованої.

## Структура
- 1-й механізований батальйон[5]
- 470-й окремий піхотний батальйон[6]
- 471-й окремий піхотний батальйон[7]
- 472-й окремий піхотний батальйон[8]
- реактивна артилерійська батарея[9]

## Символіка
На емблемі бригади, затвердженій 26 липня 2023 р., на блакитному полі зображено золотий хрест, що від кінця XIV ст. був на гербі Подільського князівства. Посередині перехрещено дві рушниці.

## Втрати
- 19 липня 2023 — Медведь Станіслав Іванович («Грізлі»), 01.09.1969, с. Новоукраїнка Роздільнянського району Одеської області. Солдат. Загинув року під час авіаобстрілу населеного пункту Терни Донецької області[10].
- 17 квітня 2024 — Давискіба Андрій («Хаос») 35 років, с. Сутиски Вінницької області. Бойовий медик. 9 квітня отримав мінно-вибухову травму неподалік села Грем'яч на Чернігівщині.[11]
- 1 травня 2024 — Остапенко Олег Юрійович, молодший лейтенант.[12]
- 18 червня 2024 — Нагайчук Олег Миколайович. Загинув у Покровську.[13]
- 24 липня 2024 — Іванов Володимир Миколайович.[14]
- 19 жовтня 2024 — Міськов Юрій Віталійович, молодший сержант. Загинув у м. Нью-Йорк.[15]
- 8 липня 2025 — Володимир Петрусян, 57 років, головний сержант роти протитанкових ракетних комплексів. Загинув під час виконання бойового завдання поблизу села Леньків на Чернігівщині[16].